# Kanton Servian
Kanton Servian (francouzsky Canton de Servian) je francouzský kanton v departementu Hérault v regionu Languedoc-Roussillon. Tvoří ho osm obcí.

## Obce kantonu
- Abeilhan
- Alignan-du-Vent
- Coulobres
- Espondeilhan
- Montblanc
- Puissalicon
- Servian
- Valros